# Mycetophila onasi
Mycetophila onasi är en tvåvingeart som beskrevs av Duret 1980. Mycetophila onasi ingår i släktet Mycetophila och familjen svampmyggor. Inga underarter finns listade i Catalogue of Life.